# Threading Building Blocks
Threading Building Blocks (TBB) je knihovna firmy Intel, poskytuje vývojářům softwaru řešení pro umožnění paralelismu v C++ aplikacích. Výhodou TBB knihovny je paralelní programování a tím zvýšení výkonu. Knihovna obsahuje řadu obecných paralelních algoritmů, podporu závislosti a toku dat grafů, lokální úložiště pro práci s vlákny, plánovač úloh pro programování založené na úkolech, synchronizační nástroje, škálovatelné paměti alokátoru a podobně.
TBB knihovna je dostupná ke stažení na webových stránkách firmy Intel. Po stažení je zapotřebí v Microsoft Visual Studiu importovat stažené soubory a složky (include a lib/ia32) ve vlastnostech projektu v kartách menu C/C++ a Linker. Dále je nutné, aby byla v počítači přítomna knihovna tbb_debug.dll popřípadě tbb.dll. Je možné je stáhnout z internetu. Poté už je jen stačí umístit do zdrojové složky řešení projektu.